# Nabi Samwil
Nabi Samwil, també al-Nabi Samuil (àrab: النبي صموئيل, an-Nabī Samū'ʾīl) és una població palestina, prop de Jerusalem, en un cim de 895 m d'altura. Està formada per un petit nucli de cases i és notable per la seva mesquita, que conté, segons la creença, la tomba del profeta Samuel, venerat tant per cristians i jueus com per musulmans.

## Història
La població de Nabi Samwil té, sens dubte, un origen molt antic, com ho testimonien els seus murs tallats en la roca i en les grans i belles pedres de pedrera del cantó nord-est de la mesquita. Està ubicada probablement sobre l'emplaçament de l'antiga fortalesa de Mispà, que Asà rei de Judà, feu construir per a defensar aquest poble contra Israel.
La tradició designa a Nabi Samwil com el lloc on nasqué, habità i fou soterrat el profeta Samuel. També se sap que l'emperador Justinià I feu construir el convent fortificat de Sant Samuel. Els croats prengueren aquesta població per Silo, i el 1157 construïren, damunt la tomba de Samuel, una església de la qual el creuer i l'ala nord encara es conserven. En el segle xvi hi havia un santuari lloc de peregrinació. Des del minaret de la mesquita es gaudeix d'una magnífica vista: al nord vers la dreta, ed-Djib, el turó de Ramallah; davant, en la part baixa, la població de Bir Nebala; a l'est Beit Hanina; més lluny el turó de Tell-el-Ful; al sud-est Jerusalem i el mont de les Oliveres; al sud sobre una altura, Mar Elyas; més amunt, el cim rodó del turó dels Francs, i un xic més lluny, Betlem.